# Acinodendron petronianum
Acinodendron petronianum là một loài thực vật có hoa trong họ Mua. Loài này được (Cogn. & Saldanha) Kuntze mô tả khoa học đầu tiên năm 1891.